# Huta-Zabiloțka, Radomîșl
Huta-Zabiloțka (în ucraineană Гута-Забілоцька) este un sat în comuna Zabilocicea din raionul Radomîșl, regiunea Jîtomîr, Ucraina.

## Demografie
Componența lingvistică a localității Huta-Zabiloțka
     Ucraineană (98,37%)
     Rusă (1,63%)
Conform recensământului din 2001, majoritatea populației localității Huta-Zabiloțka era vorbitoare de ucraineană (98,37%), existând în minoritate și vorbitori de rusă (1,63%).